# سی و پنجمین دوره جوایز بفتا
 سی و پنجمین دوره جوایز بفتا (به انگلیسی: 35st British Academy Film Awards) در سال ۱۹۸۲ به افتخار فیلم ۱۹۸۱ در لندن برگزار شد .

## جوایز و نامزدها
| ۱۹۸۱ 35th | بهترین بازیگر نقش اول مرد |              |                               |                               |
| ۱۹۸۱ 35th | بهترین بازیگر نقش اول مرد | برت لنکستر   | آتلانتیک سیتی                 | Lou Pascal                    |
| ۱۹۸۱ 35th | بهترین بازیگر نقش اول مرد | رابرت د نیرو | گاو خشمگین                    | Jake LaMotta                  |
| ۱۹۸۱ 35th | بهترین بازیگر نقش اول مرد | باب هاسکینز  | جمعه خوب طولانی               | Harold Shand                  |
| ۱۹۸۱ 35th | بهترین بازیگر نقش اول مرد | جرمی آیرونز  | The French Lieutenant's Woman | Charles Henry Smithson / Mike |

- بهترین بازیگر نقش اول زن  مریل استریپ
- بهترین کارگردان 'لویی مال' برای فیلم شهر آتلانتیک
- بهترین فیلم ارابه‌های آتش
- جایزه بفتای بهترین فیلمنامه دختر گرگوری